# Paul Rudolf von Bilguer
Paul Rudolf von Bilguer (21 de Setembro de 1815–16 de Setembro de 1840) foi um enxadrista alemão e teórico de xadrez do Século XIX.

## Vida
Ele recebeu seu treinamento em 1829 no instituto do grão-ducal em Schwerin, onde se destacou principalmente em matemática. A pedido de seus pais, ele se juntou ao 24º Regimento de Infantaria da Prússia em Neu-Ruppin em 1833 como um candidato a oficial, que era comandado pelo Grão-Duque de Mecklenburg-Schwerin. A partir do outono de 1837, ele freqüentou a escola de guerra em Berlim com o posto de tenente. No mesmo ano, ele adoeceu com tuberculose e teve que deixar o trabalho em abril de 1839.
Em qualquer caso, Bilguer não era adequado para uma carreira militar; seus principais interesses eram xadrez e literatura. Por causa de seu curto período de serviço, ele não recebeu pensão. No verão de 1840 ele ficou quase completamente cego e depois de um curto período de tempo sucumbiu à doença pulmonar mencionada acima.
Segundo Tassilo von Heydebrand e a Lasa, Bilguer tinha “olhos azuis vivos, cabelos ruivos e uma barba forte”. Sua aparência foi registrada por uma litografia (baseada em uma imagem original feita anteriormente), que foi impressa em edições posteriores do manual com o seu nome.

## Campeão de xadrez de Berlim
Paul Rudolf von Bilguer pertencia à Sociedade de Xadrez de Berlim e se juntou ao grupo de mestres de Berlim que mais tarde foram chamados de "Plêiades" em homenagem às sete estrelas. Seu chefe era o mestre mais velho Ludwig Bledow.
Bilguer tinha fama de ser um excelente jogador, o que também é confirmado pelas partidas de xadrez que recebeu. Sua habilidade de jogar às cegas atraiu particularmente a atenção. Menção especial foi feita a uma apresentação simultânea em 19 de março de 1840. Bilguer jogou um total de três jogos. Ambos os jogos cegos foram ganhos por ele, mas ele perdeu o jogo de tabuleiro. Essa conquista, que foi admirada na época, foi claramente superada duas décadas depois por Paul Morphy e Louis Paulsen.

## Contribuição para a teoria do xadrez
Embora fosse considerado um mestre muito talentoso, a importância de Bilguer para a história do jogo reside no campo da teoria do xadrez. Em 1839, ele publicou uma monografia de abertura inovadora intitulada Das Zweispringerspiel im Nachzuge. Desde então, a inauguração também passou a ser chamada de Defesa Prussiana, especialmente na Alemanha. Mas o nome “jogo de dois cavaleiros” de Bilguer prevaleceu. No livro, as variantes iniciais foram tabuladas e cuidadosamente anotadas.
Finalmente, com base no esquema de seu tratado sobre o jogo de dois cavaleiros, Bilguer traçou o plano do manual do jogo de xadrez. O novo livro de xadrez, revolucionário em sua concepção, foi publicado três anos após sua morte sob a direção de seu amigo Tassilo von Heydebrand und der Lasa. Bilguer foi identificado como o autor, e essa homenagem póstuma foi continuada em edições posteriores totalmente revisadas no século XX.

## Trabalhos
- Zur Theorie des Schachspiels. Das Zweispringerspiel im Nachzuge. Verlag von Veit und Comp., Berlin 1839 (Digitalizado).
- Handbuch des Schachspiels. Fortgesetzt und herausgegeben von Tassilo von Heydebrand und der Lasa. Verlag von Veit und Comp., Berlin 1843 (Digitalizado).